# Negai no Astro
Negai no Astro (願いのアストロ Negai no Asutoro?) también conocido como Astro Royale, es una serie de manga japonesa escrita e ilustrada por Ken Wakui. La obra comenzó a publicarse el 15 de abril de 2024 en la revista Weekly Shōnen Jump de la editorial Shūeisha. Finalizando con 50 capítulos el 21 de abril de 2025. Los capítulos del manga se publicaron de forma simultánea en inglés a través de la plataforma digital y la aplicación Manga Plus, propiedad de Shūeisha. La traducción al español comenzó el 12 de junio de 2025, publicada por la editorial española Distrito Manga.
El 15 de abril de 2024, debutó en la edición n.º 20 de la revista Weekly Shōnen Jump, destacándose como la portada principal y con una página a color en su capítulo inaugural.El 29 de abril de 2024, Negai no Astro apareció nuevamente en la portada de las ediciones combinadas n.º 22 y 23 de Weekly Shōnen Jump, junto con otras series recientes como Kyokutō Necromance.
El 26 de junio de 2024, se anunció el lanzamiento del primer volumen recopilatorio del manga el 4 de julio de 2024.
El 6 y 7 de julio de 2024, se publicó un audiomanga en el canal oficial de Jump en YouTube, como parte de su promoción.
La editorial Distrito Manga de España del grupo Penguin Random House, lanzará su traducción oficial del manga Negai no Astro en el mes de junio, la noticia sobre su publicación fue revelada durante el pasado evento Japan Weekend Madrid de febrero de 2025.

## Sinopsis
Tras la muerte de Kongo Yotsurugi, líder del clan Yotsurugi-gumi de Asakusa, el clan, que históricamente se caracterizaba por su justicia, comienza a cambiar sus valores para adaptarse a los nuevos tiempos. Hibaru Yotsurugi, su único hijo biológico, observa el cambio en el clan y decide renunciar a su puesto como sucesor, cediéndolo a su hermano adoptivo, Terasu. En ese preciso momento, unos meteoritos caen sobre Japón, desatando un misterioso poder conocido como "Astro". Este evento marca el fin de una era de paz, dando paso a una nueva era de violencia y caos. ¡Así comienza una épica serie de acción sobrenatural!

## Personajes
Nota: En este listado solo se albergarán a los personajes principales de la serie.
Hibaru Yotsurugi (世剣 ヒバル Yotsurugi Hibaru?)
(Seiyū en audiomanga: Gen Satō)
Hibaru es el hijo biológico de Kongo Yotsurugi, el líder del clan Yotsurugi-gumi. Inicialmente designado como sucesor del clan, Hibaru renuncia a su puesto para cederlo a Terasu, tras observar los cambios en los valores del clan. Cuando una lluvia de meteoritos cae sobre Japón, Hibaru obtiene un poder sobrenatural conocido como Astro, que le otorga una gran fuerza física excepcional. Este poder refleja su deseo de proteger a su familia y a los débiles. A lo largo de la serie, Hibaru enfrenta desafíos que ponen a prueba su sentido del deber, su liderazgo y sus ideales dentro del mundo Yakuza.
Terasu Yotsurugi (世剣 テラス Yotsurugi Terasu?)
(Seiyū en audiomanga: Kōki Uchiyama)
Terasu es el duodécimo hijo adoptivo de Kongo Yotsurugi, líder del clan Yotsurugi-gumi. Tras la muerte de su padre, Hibaru, su hermano biológico, renuncia al liderazgo del clan, y Terasu asume el puesto de líder. A pesar de la decisión de Hibaru, Terasu siempre se ha mostrado como un apoyo firme para él. Tras la caída de meteoritos que despiertan los poderes Astro en varias personas, se revela que el poder de Terasu se manifiesta en forma de un escudo protector, lo que le permite defenderse y proteger a otros.

## Contenido de la obra

#### Lista de volúmenes
| Volúmenes de manga publicados | Volúmenes de manga publicados | Volúmenes de manga publicados | Volúmenes de manga publicados | Volúmenes de manga publicados |
| Número                        | Fecha de lanzamiento          | ISBN                          | Fecha de lanzamiento          | ISBN                          |
| ----------------------------- | ----------------------------- | ----------------------------- | ----------------------------- | ----------------------------- |
| 1                             | 4 de julio de 2024            | ISBN 978-4-08-884122-9        | 12 de junio de 2025           | ISBN 978-8-410-30556-4        |
| 2                             | 4 de octubre de 2024          | ISBN 978-4-08-884210-3        | 10 de septiembre de 2025      | ISBN 978-8-410-30558-8        |
| 3                             | 4 de diciembre de 2024        | ISBN 978-4-08-884380-3        | -                             | -                             |
| 4                             | 4 de marzo de 2025            | ISBN 978-4-08-884416-9        | -                             | -                             |
| 5                             | 2 de mayo de 2025             | ISBN 978-4-08-884512-8        | -                             | -                             |
| 6                             | 4 de julio de 2025            | ISBN 978-4-08-884635-4        |                               |                               |

## Recepción

### Popularidad
El manga Negai no Astro, conocido como Astro Royale en inglés, con el lanzamiento del primer capítulo, logró llegar en los primeros puestos del top en el Ranking de Manga Plus en el 16 de abril de 2024, superando incluso los mangas más conocidos de la plataforma, Oshi no Ko, Kagurabachi, Kaiju N. 8, Dandadan y Sakamoto Days.

### Nominaciones
Negai no Astro fue nominado a los premios Next Manga Award 2024 en la categoría cómic de Tsugimanga.